# Weston (Yorkshire du Nord)
Pour les articles homonymes, voir Weston.
Weston est un village et une paroisse civile du Yorkshire du Nord, en Angleterre.